# كلير ماكينتوش
كلير ماكينتوش (بالإنجليزية: Clare Mackintosh)‏ (28 أغسطس 1976، برستل في المملكة المتحدة)؛ روائية بريطانية.

## روابط خارجية
- كلير ماكينتوش على موقع IMDb (الإنجليزية)